# インエスカッシャン

インエスカッシャン
Argent, an inescutcheon Gules.

インエスカッシャン（英: Inescutcheon [ˌɪnᵻˈskʌtʃən])、仏: Écusson）は、「盾の中の盾」を意味し、紋章学における小さなエスカッシャンのチャージである。その形状はエスカッシャンの外形に従う。マーシャリングで用いられるエスカッシャン・オブ・プリテンスに使われるものより小さいものを指す。サブオーディナリーに分類される。

## 解説

複数のインエスカッシャン（ヘイ氏族の紋章）
Argent three inescutcheons Gules.

インエスカッシャンの配置は、冒頭の図のような中央が標準的であるが、必ずしもその位置でなければならないわけではなく、上方に寄っているもの、デキスター・チーフ（向かって左上）にあるものなど様々である。また、1つのエスカッシャンの中に複数のインエスカッシャンを配置してもよい。
紋章に描かれるインエスカッシャンには、特定の性格付けをされたものがある。時代や国によって異なるが、主に次の6つがある。特定の性格をまったく持たない、一般的なチャージとして扱われるインエスカッシャンもあり、イングランドの名門モーティマー家の紋章などに見られる。
1. 母方の家系を相続したことを示すため。
2. 家督（及び紋章）の相続権を持つ女子相続人を妻としたことを示すため。この場合は、夫が結婚前から持つ紋章の紋章記述の後に、over all an inescutcheon of pretence... といった書き出しで妻の家系（つまり、妻の父）の紋章の説明を加え、一般的なインエスカッシャンとは異なることがわかるようになっている[6]。
3. 女子相続人でなくても妻が夫よりも遥かに地位の高い家系の出身で、その家系の紋章を意図的に組み込むため。
4. 主権者から与えられる愛顧や栄誉のしるし（オーグメンテイション）。この場合は、 加増前の紋章の紋章記述の直後に For augmentation, an inescutcheon... や The augmentation is in an inescutcheon... などといった書き出しで加増紋の説明が加わり、一般的なインエスカッシャンとは異なることがわかるようになっている[7][8]。
5. 国王や領主がある特定の領土の支配権を示すために、その土地を示す紋章を組み込む。紋章に組み込んでいても必ずしも実際にその土地を領有しているとは限らず、領有を主張するために用いられることがある。
6. 各地の豪族が盟約を結んだときに盟友関係を示すために盟主とする家の紋章を加える。

モーティマー家 (Mortimer) の紋章（標準的な位置のインエスカッシャン） Barry of six or and az., an inescutcheon arg.; on a chief gold, gyroned of the second, two pallets of the same
ベテューヌ家 (Béthune) の紋章（デキスター・チーフに位置するインエスカッシャンに描かれているのはサビュースの紋章） D'argent, à la fasce de gueules, accompagnée au canton dextre du chef d'un écusson aux armes de Saveuse, qui sont: de gueules à la bande d'or, acc. de six billettes du même, rangées en orle.

## 適用例

ウィンストン・チャーチルの紋章

どんな形であれ、インエスカッシャンを紋章に用いているものは多数あるが、第二次世界大戦の時代にイギリスの首相を務めたウィンストン・チャーチルの紋章は、インエスカッシャンが二重になっている非常に珍しいものである。盾の中央上寄りにある、セント・ジョージ・クロスが描かれたインエスカッシャンの上に更にフランスの紋章を描いたインエスカッシャンを重ねたものがそれであるが、これはウィンストン・チャーチルの祖先にあたるマールバラ公ジョン・チャーチルが1704年のブレンハイムの戦いでフランス軍を打ち破った戦功に対して与えられたものである。